# اتحادیه فوتبال بوتسوانا
اتحادیه فوتبال بوتسوانا (انگلیسی: Botswana Football Association) نهاد اداره‌کننده مسابقات فوتبال و فوتسال در کشور بوتسوانا است.
این سازمان که در سال ۱۹۷۰ تأسیس شده عضو کنفدراسیون فوتبال آفریقا و فیفا نیز می‌باشد و مقر آن در شهر گابورون است.